# Jacky Boxberger
Jacky Boxberger (Châtel-sur-Moselle, 16 aprile 1949 – Parco nazionale dello Tsavo, 9 agosto 2001) è stato un mezzofondista e maratoneta francese.

## Palmarès

### Europei indoor
- 1 medaglia:
  - 1 oro (Grenoble 1972 nei 1500 m piani)

## Altre competizioni internazionali
1977
- Oro alla Corrida de Houilles ( Houilles) - 26'18"

1978
- Oro alla Corrida de Houilles ( Houilles) - 27'38"

1979
- Oro alla Corrida de Houilles ( Houilles) - 26'55"

1982
- Oro alla 20 Kilomètres de Paris ( Parigi) - 57'47"
- Oro alla Corrida de Houilles ( Houilles) - 26'43"
- Oro alla Lotto Cross Cup de Hannut ( Hannut)

1983
- Oro alla Maratona di Parigi ( Parigi) - 2h12'38"
- Bronzo alla Maratona di Montréal ( Montréal) - 2h12'55"

1984
- Argento alla Maratona di Parigi ( Parigi) - 2h11'59"
- Bronzo alla Maratona di Lione ( Lione) - 2h12'59"

1985
- Oro alla Maratona di Parigi ( Parigi) - 2h10'39"
- Oro alla Maratona di Lione ( Lione) - 2h13'32"

1987
- Oro alla Maratona di Marrakech ( Marrakech) - 2h14'58"